# Ibn Sad
Abu-Abd-Al·lah Muhàmmad ibn Sad ibn Maní al-Baghdadí (àrab: أبو عبد الله محمد بن سعد بن منيع البغدادي, Abū ʿAbd Allāh Muḥammad ibn Saʿd ibn Manīʿ al-Baḡdādī), més conegut simplement com Ibn Sad (Bàssora, 784 - Bagdad, 845), va ser un historiador àrab. És famós per haver redactat el Kitab at-tabaqat al-kabir (‘El llibre de les classes principals’), un tractat biogràfic en vuit volums sobre les grans personalitats musulmanes, com ara el mateix profeta Muhàmmad, els seus Companys (Sahaba) i Auxiliars (Ansar), així com els Següents (Tabiun), la segona generació de musulmans.
Ibn Sad va viure la major part de la seva vida a Bagdad, on va ser deixeble i escriba del també historiador al-Waqidí. Els seus escrits van ser considerats com a molt fiables i han servit de referent per a nombrosos historiadors posteriors.